# Stoker
Stoker (v anglickém originále Stoker) je britsko-americký mysteriózní film z roku 2013. Režisérem filmu je Park Chan-wook. Hlavní role ve filmu ztvárnili Mia Wasikowska, Matthew Goode, Nicole Kidman, Dermot Mulroney a Jacki Weaver.

## Obsazení
| Mia Wasikowska     | India Stoker     |
| Matthew Goode      | Charlie Stoker   |
| Nicole Kidman      | Evelyn Stoker    |
| Dermot Mulroney    | Richard Stoker   |
| Jacki Weaver       | Gwendolyn Stoker |
| Lucas Till         | Chris Pitts      |
| Alden Ehrenreich   | Whip Taylor      |
| Phyllis Somerville | paní McGarrick   |